# Idea Bank
Idea Bank Spółka Akcyjna (ранее GMAC Bank Polska SA) — банк в Польше, который начал свою деятельность в 1991 году. Идея Банк находится под контролем Getin Holding и Getin Noble Bank. Основным акционером является польский миллиардер Лешек Чарнецкий.

## История
Банк работал как Polbank SA, а затем как Opel Bank SA. 26 июля 2001 года название было изменено на GMAC Bank Polska SA (нотариальный акт о внесении изменений был сделан 24 мая 2001 года). 13 октября 2010 года название было изменено на Idea Bank SA.

## Международные операции
- Идея Банк
  - Идея Банк (Россия) 2011—2015 (Кубаньбанк)[4]
  - Идея Банк (Беларусь)
  - Идея Банк (Украина)
  - Идея Банк (Румыния)[5]